# Se fue
«Se fue» es una canción grabada por la cantante italiana Laura Pausini, para su primer álbum de estudio Laura Pausini en el año 1993, y grabada en idioma español en el año 1994 para su primer álbum recopilatorio y fue titulada «Se fue».
Se fue se hizo popular en España en los clubes de baile. Con esta canción Pausini logró reconocimiento internacional y es hoy en día uno de los clásicos musicales de esta cantante.
Ambas versiones fueron regrabadas  para el segundo álbum recopilatorio de Pausini, el cantante italiano Nek participa en la canción con el bajo eléctrico.

## Lista de canciones
| CD-Single (France) - CGD 4509 97173-2 |                        |                                                      |          |  |
| N.º                                   | Título                 | Escritor(es)                                         | Duración |  |
| 1.                                    | «Non c'è»              | Pietro Cremonesi, Angelo Valsiglio, Federico Cavalli | 3:58     |  |
| 2.                                    | «Perché non torna più» | Cremonesi, Valsiglio, Cavalli                        | 3:59     |  |

## Posicionamiento en las listas musicales
| País           | Lista (1993-94)             | Mejor posición | Ref.  |
| -------------- | --------------------------- | -------------- | ----- |
| Alemania       | Media Control Charts        | 76             | [ 4 ] |
| Brasil         | Top 100 Brazil              | 1              | [ 5 ] |
| Chile          | —                           | 1              | [ 5 ] |
| Colombia       | Colombia Single Charts      | 1              | [ 5 ] |
| Estados Unidos | Billboard (Latin Pop Songs) | 5              | [ 6 ] |
| Estados Unidos | Billboard (Hot Latin Songs) | 25             | [ 6 ] |
| Estados Unidos | Billboard (Tropical Songs)  | 5              | [ 7 ] |
| México         | —                           | 1              | [ 5 ] |
| Paraguay       | —                           | 1              | [ 5 ] |
| Perú           | —                           | 1              | [ 5 ] |
| Uruguay        | —                           | 1              | [ 5 ] |
| Venezuela      | Venezuela Top 10            | 1              | [ 5 ] |

## Se fue - edición 2013
En el 2013 se pública 20 - Grandes éxitos, el tercer álbum recopilatorio de la cantante y se graba a dúo con Marc Anthony la nueva versión de «Se fue». Se pública cómo el tercer sencillo del álbum para la región de Estados Unidos, Puerto Rico y Centroamérica. Éste es el disco que celebra los 20 años de carrera musical de Pausini.
El vídeo oficial se publicó en la cuenta de YouTube de la Warner Music Italy, éste fue rodado en la ciudad de Las Vegas bajo una intensa lluvia.

## Lista de canciones
| N.º | Título                            | Escritor(es)     | Duración |  |
| 1.  | «Se fue/Non c'è con Marc Anthony» | Angelo Valsiglio | 4:38     |  |
| 2.  | «Se fue con Marc Anthony»         | Angelo Valsiglio | 4:38     |  |

## Posicionamiento en las listas musicales

### Semanales y mensuales
| España               | Top 10 de Madrid Actual     | 1  |
| Estados Unidos       | Billboard (Hot Latin Songs) | 25 |
| Estados Unidos       | Billboard (Latin Airplay)   | 15 |
| Estados Unidos       | Billboard (Latin Pop Songs) | 6  |
| Estados Unidos       | Billboard (Tropical Songs)  | 10 |
| Estados Unidos       | Monitor Latino - Tropical   | 2  |
| Perú                 | Wika Discos (Top 10)        | 5  |
| República Dominicana | Monitor Latino (Top 20)     | 5  |

## Otras versiones
En 1994 la cantante argentina Twiggy cantó una versión en español de Non c'è, titulada No está, con un texto diferente al que utilizará Laura Pausini en su versión en español titulada Se fue.
En 1995 el grupo japonés Orquestra De La Luz realiza un cover de Se fue insertándolo en el disco Sabor De La Luz.
En 1996 el dúo de hermanos brasileños Sandy & Junior hicieron una versión de Non c'è en portugués titulado Não Ter insertándolo en el álbum Dig Dig Joy y que será uno de los grandes éxitos del dúo brasileño.
En 2002 la cantante mexicana María Inés Guerra versionó el tema en el reality La Academia y posteriormente lo grabó para su álbum María Inés.   
En 2021 Little Jesús, Ximena Sariñana y Elsa y el mar hicieron una versión en bachata de "Se fue".